# Warth (Basse-Autriche)
Pour les articles homonymes, voir Warth.
Warth est une commune autrichienne du district de Neunkirchen en Basse-Autriche.